# Université de Djibouti
L'université de Djibouti est un établissement public d'enseignement supérieur et de recherche, situé dans la ville de Djibouti, la capitale de la république de Djibouti.

## Historique
Issue de la transformation du pôle universitaire de Djibouti, l'université de Djibouti est une université publique créée le 7 janvier 2006 par le décret gouvernemental n° 2007-0167/PR/MENESUP,.
L'université de Djibouti dépend depuis mai 2011 du ministère de l'Enseignement supérieur et de la recherche (MENSUR), créé lors du remaniement ministériel qui a suivi les élections présidentielles d'avril 2011.
Elle accueillait 2 500 étudiants en 2008, 5 030 en 2011 et un peu plus de 7 000 à la rentrée universitaire 2014.
L'actuel président de l'université est Djama Mohamed Hassan. Nommé le 29 novembre 2011 pour un mandat de trois ans, reconduit en 2014. Il a été précédé par Fahmi Ahmed Mohamed (nommé en septembre 2007) et Abdillahi Omar Bouh (nommé en septembre 2008).

## Composantes
L'université de Djibouti est composée de cinq facultés et de deux instituts :

### Facultés

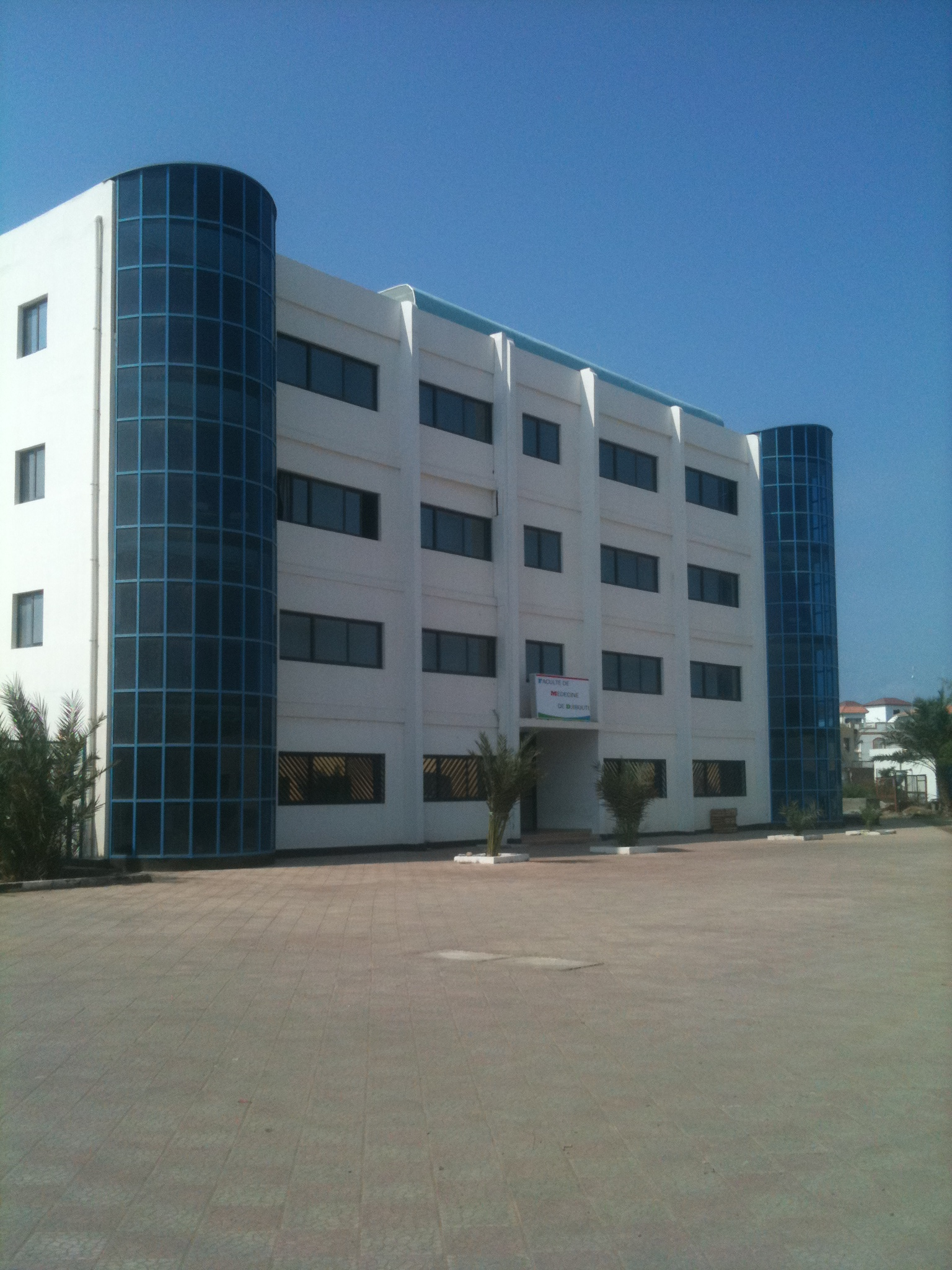
Bâtiment principal de la faculté de médecine

- Faculté de droit, économie, gestion (FDEG), dont le doyen est M. Abdillahi Aptidon Gombor[4]
- Faculté des sciences (FS), dont le doyen est M. Ramadan Ali Ahmed[4].
- Faculté des lettres, langues et sciences humaines (FLLSH), dont le doyen est M. Abdourahman Yacin Ahmed[4].
- Faculté d'ingénieur (FI), dont le doyen est M. Abdoulkader Ibrahim Idriss.
- Faculté de médecine (FM), dont le doyen est M. Ali Barreh Matan.

### Instituts
- Institut universitaire de technologie industrielle, dont le doyen est M. Hassan Ali Barkad[4]
- Institut universitaire de technologie tertiaire, dont la doyenne est Mme. Achaa Abdillahi Ahmed[4].

### Centre de recherche
L'université de Djibouti a créé le Centre de recherche de l'université de Djibouti (CRUD), qui regroupe (en 2011) 38 enseignants-chercheurs et 60 doctorants. Depuis septembre 2015, Hibo Moumin Assoweh dirige le centre. Les anciens directeurs du CRUD sont Adawa Hassan Ali (2008-2011, il est ensuite devenu brièvement ministre de l'Éducation nationale et de la formation professionnelle), Ayan Mahamoud Mohamed (2011-2014) et Wais Elmi Rayaleh (2014-2015).
Le CRUD publie la Revue universitaire de Djibouti et organise des Journées scientifiques interdisciplinaires en février de chaque année.

## Budget
Évolution du budget de l'université, en francs Djibouti : 
| Année | Budget        | Déficit    |
| ----- | ------------- | ---------- |
| 2007  | 867 617 106   | 18 059 029 |
| 2008  | 1 007 604 672 | 41 636 148 |
| 2009  | 1 214 933 714 | 5 338 002  |